# Александър Георгиев – Коджакафалията
Александър Георгиев, по-известен с прозвището Коджакафалията, е български предприемач. Един от най-големите дарители в историята на Бургас и България. Заради широката си благотворителност, спомогнала за развитието на града, често е наричан Бащата на Бургас. През 1911 г. благодетелят застава пред нотариус и прави най-голямото завещание в българската история. Дарението е на обща стойност 25 млн.златни лева, което днес се равнява приблизително на милиард и 100 млн. лева. Това са само недвижими имоти – земя и сгради. Между най-облагодетелстваните в това завещание се оказва православната църква „Св.св. Кирил и Методий“. Тя наследява плодоползването на близо половината от нивите и дюкяните му. Завещаното е под условие - да се ползват само плодовете от имотите. Църквата нямала право да ги отчуждава. Изпълнителите на завещанието трябвало „всяка година, докато свят светува, да раздават в Страстната седмица преди Коледа, събраните пари на бедните без разлика от народност и вероизповедание, на всеки, кой каквато нужда има“. Такава е била изричната воля на благодетеля и това са точните му думи от завещанието.

## Биография
Роден е в бургаското село Дюлгерли (днес Зидарово) през 1830 г. Остава сирак още на петгодишна възраст. Поради липсата на парични средства не завършва образование. Заедно с братовчед си работи в Созопол и Бургас. Двамата отварят малък дюкян в Бургас. Има голям усет в търговията. Подбирал е умни и предприемчиви хора за търговската си империя. Построява няколко хана, магазина и фабрики. Прякорът му Коджакафалията идва от силната памет, която притежава. Дарява 25 милиона златни лева в помощ на над 600 бедни семейства, български бежанци от Османската империя – Тракия и Македония. Също така дарява много средства за болници и други институции.
Александър Георгиев е открит мъртъв в дома си, където умира на 15 юли 1913 г. Погребан е в Бургаските централни гробища, квартал 57, ред 9, гроб 5.

## Признание
В памет на Коджакафалията след смъртта му е издигат паметник от черен мрамор. Намирал се в махалата, която бургазлии знаят като Коджакафалийската. След 9 септември 1944 година комунистическата власт демонтира паметника, а върху постамента му поставя бюст на Георги Димитров. След демократичните промени там е поставена паметна плоча за Александър Георгиев.
През май 1938 г. излиза книгата на Панайот Павлов „Александъръ Георгиевъ - благодетелъ на Бургасъ“, издание на Бургаско градско общинско управление. Второ допълнено фототипно издание на тази книга е публикувано през 1994 г. от издателство „Делфин прес“.
През 2015 г. излиза книгата „Мълчанието на Александър“ с автор художника и историограф Митко Иванов.
На името на благодетеля са кръстени:
- Основно училище „Александър Георгиев-Коджакафалията“,[6]
- една от изложбените зали в културния център „Морско казино“.[7]

На 29 септември 2022 г. в Бургас се състои церемония по откриването на нов паметник в цял ръст на Коджакафалията. Намира се на ъгъла на ул. „Цар Симеон I“ с бул. „Стефан Стамболов“, в непосредствена близост до училището, носещо неговото име. Автор на паметника е бургаският скулптор Радостин Дамасков.
- Гробът на Коджакафалията в Бургас
- Корицата на книгата на Панайот Павлов, 1938 г.
- Паметна плоча на Александър Георгиев в Бургас, в близост до БСУ
- Гробът на Коджакафалията в Бургаските гробища